# Powstanie Żmajły
Powstanie Żmajły (ukr. Повстання Жмайла) – powstanie kozackie pod wodzą Marka Żmajły zorganizowane w 1625 roku na Ukrainie, zakończone ugodą kurukowską.

## Tło
Na przełomie lat 1623 i 1624 Kozacy zaporoscy ingerowali w wewnętrzne sprawy Chanatu Krymskiego, gdzie trwała wojna o tron pomiędzy braćmi Mehmed-Gerejem i Szahin-Gerejem. Gdy wiosną 1625 sułtan Murad IV podjął próbę pozbawienia władzy obu braci, wtedy obaj zwrócili się o pomoc do Kozaków. Już wiosną Kozacy uderzyli na Kaffę, a w lecie, kiedy flota turecka ruszyła na Krym, trzykrotnie zaatakowali okolice Stambułu.
Na żądanie króla polskiego Zygmunta III Wazy zaprzestania wypraw, Kozacy odparli, że wiedzą o ugodzie króla z sułtanem, ale Kozacy z sułtanem ugody nie zawierali. Dodatkowo Kozacy nie chcąc podporządkować się postanowieniom unii brzeskiej, rozpoczęli tajne pertraktacje z carem Rosji Michałem I Romanowem.

## Powstanie Żmajły
W połowie września 1625 wojska koronne pod dowództwem hetmana Stanisława Koniecpolskiego w sile 8000 żołnierzy wyruszyły na Ukrainę, i w połowie października dotarły pod Czerkasy. Na wieść o ich marszu, z Zaporoża naprzeciw nim wyruszyli Kozacy pod dowództwem hetmana Marka Żmajły. Decydująca bitwa rozegrała się pomiędzy 19 a 22 października 1625, początkowo nad rzeką Cybulnik koło Kryłowa, a później na uroczysku Niedźwiedzie Łozy koło Jeziora Kurukowego, niedaleko Krzemieńczuka.
Po bezskutecznej próbie negocjacji, Koniecpolski przypuścił szturm na tabor kozacki rozbity nad Jeziorem Kurukowskim. Szturm nie zakończył się sukcesem, więc Koniecpolski zaproponował zawieszenie broni. Kozacy złożyli przysięgę, a hetman Koniecpolski wydał ucztę dla starszyzny kozackiej. Ponieważ Żmajło był przeciwny ugodzie, został usunięty z funkcji hetmana, a na jego miejsce Kozacy wybrali Mychajła Doroszenkę. Doroszenko wyraził zgodę na podpisanie ugody, która zakazała Kozakom wypraw przeciw Turcji oraz ograniczała rejestr Kozaków do 6000 ludzi.